# Presidio Modelo
Le Presidio Modelo est une ancienne prison, à présent monument historique, situé sur l'Isla de la Juventud, à Cuba. Construite en plusieurs bâtiments circulaire suivant le modèle du panopticon sous le président devenu dictateur, Gerardo Machado, entre 1926 et 1928, elle fut reconvertie sous le gouvernement de Fidel Castro en 1967.
L'établissement est à présent un musée, et les bâtiments administratifs sont devenus un centre de recherche.
Les deux futurs présidents cubains, Fidel Castro et son frère Raul Castro, y sont prisonniers après l'attaque de caserne de Moncada, qui est vue comme le début de la révolution cubaine, qui mène à la chute du dictateur Fulgencio Batista, le 12 janvier 1959.

## Notes et références

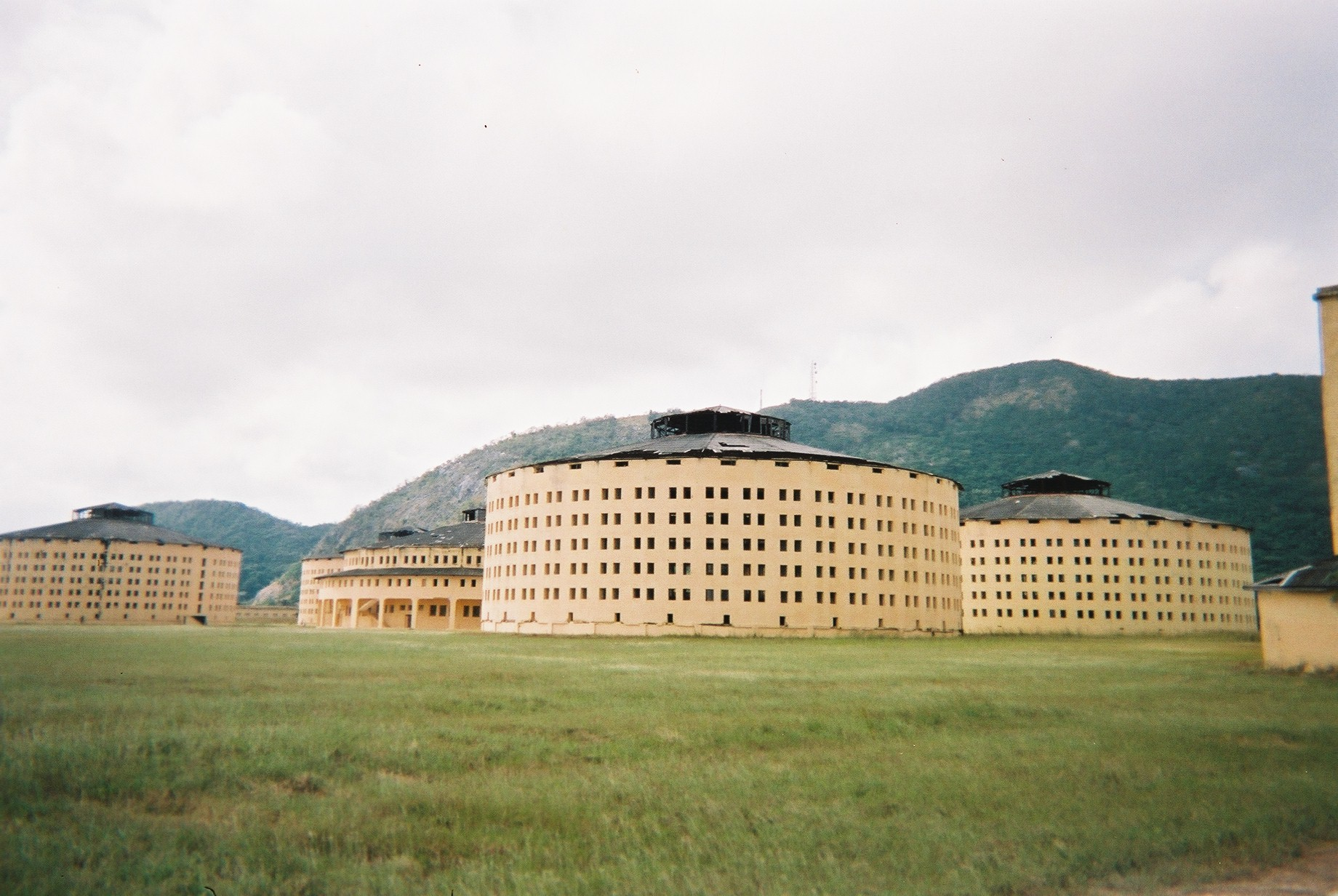
Le complexe pénitencier